# Viktor Emanuel von Savoyen

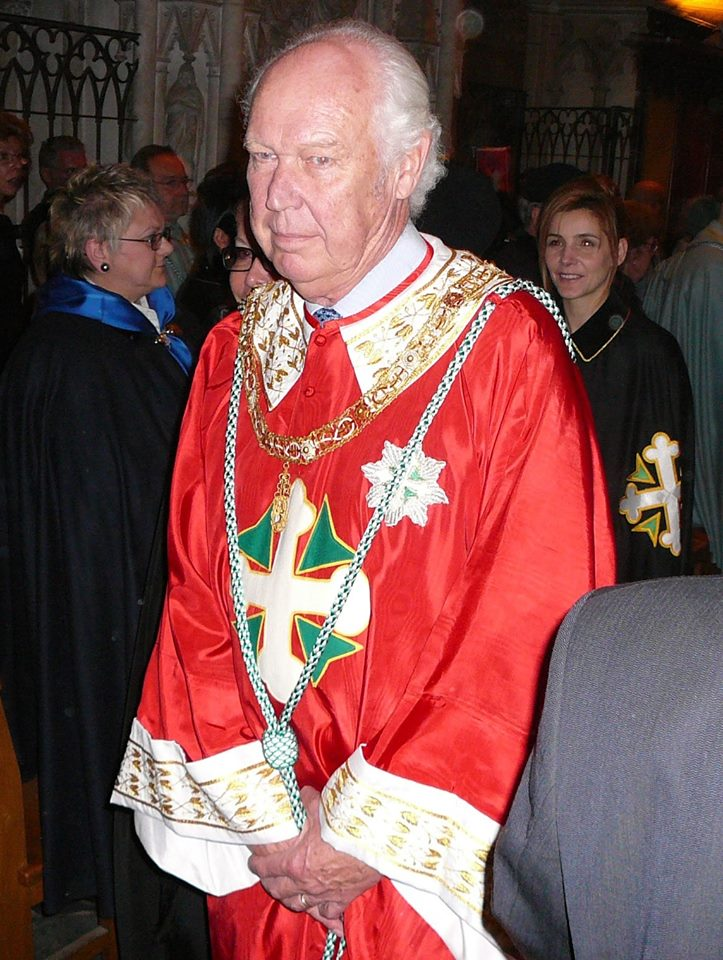
Viktor Emanuel von Savoyen (2013)

Viktor Emanuel von Savoyen (* 12. Februar 1937 in Neapel; † 3. Februar 2024 in Genf), mit vollem Namen Vittorio Emanuele Alberto Carlo Teodoro Umberto Bonifacio Amedeo Damiano Bernardino Gennaro Maria di Savoia war letzter Kronprinz des italienischen Königreichs und bis zum 7. Juli 2006 Oberhaupt des Hauses Savoyen. Von italienischen Monarchisten wurde er als Vittorio Emanuele IV bezeichnet.

## Leben
Viktor Emanuels Vater war Umberto II., bis 1946 Prinz von Piemont, vom 9. Mai bis 18. Juni 1946 letzter italienischer König, seine Mutter war die Prinzessin Marie José von Belgien, Tochter von König Albert I. von Belgien.
Den größten Teil seines Lebens verbrachte Viktor Emanuel im Exil außerhalb Italiens, das nach dem Referendum über die Staatsform in Italien 1946 zur Republik geworden war, wobei männlichen Angehörigen der italienischen Königsfamilie ein Aufenthalt in Italien verboten war. Seine Kindheit verbrachte Viktor Emanuel in der Schweiz (Genf) und Portugal. 1992 stellte er einen offiziellen Antrag auf die Erlaubnis einer Rückkehr nach Italien. Über viele Jahre bemühte er sich durch zahlreiche Kontaktaufnahmen zu italienischen Politikern darum, diesem Antrag zum Erfolg zu verhelfen. Erst im März 2002 durfte Viktor Emanuel mit seiner Familie zurückkehren, nachdem die Verfassung des Landes geändert worden war und er sowie sein Sohn die Abschaffung der Monarchie bestätigt und einen schriftlichen Eid auf die Verfassung abgelegt hatten.
Viktor Emanuel verstarb am 3. Februar 2024 im Alter von 86 Jahren in Genf. An der Begräbnisfeier im Turiner Dom am 10. Februar 2024 nahmen auch zahlreiche Vertreter des regierenden und nicht mehr regierenden Hochadels teil, unter anderem Fürst Albert II. von Monaco, Großherzog Henri von Luxemburg und Königin Sophia von Spanien. Während des Requiems, das vom Großprior des Annunziaten-Ordens Kurienbischof Paolo De Nicolò zelebriert wurde, verlas Kardinalstaatssekretär Pietro Parolin ein Kondolenzschreiben des Papstes. Die sterblichen Überreste des Kronprinzen wurden im Anschluss in die Superga überführt und dort in der Grablege des Hauses Savoyen beigesetzt.

### Ehe und Nachkommen
Viktor Emanuel war verheiratet mit Marina Ricolfi Doria, die er 1970 standesamtlich in Las Vegas und ein Jahr später kirchlich in Teheran ehelichte; gemeinsamer Sohn des Paares ist Emanuele Filiberto (* 1972).

### Kontroversen
Während seines Exils und danach war er immer wieder Gegenstand heftiger Kontroversen. Er soll Verständnis für die Rassengesetzgebung im faschistischen Italien gezeigt haben, betätigte sich als Vertreter für Rüstungsprodukte und kam als Banker in Kontakt mit zwielichtigen Geschäftsleuten.
Am 15. Dezember 1969 beschloss er, der sich selbst (letztlich wirkungslos) zum König Vittorio Emanuele IV. proklamierte, seinen Vater, Italiens Ex-König Umberto II., als Oberhaupt des Hauses Savoyen zu entmachten und seiner Braut Marina Ricolfi Doria den Titel Herzogin von Sant'Anna di Valdieri zu verleihen.
Am 18. August 1978 kam es auf der Île de Cavallo, einer Insel vor Korsika, zu einer Schießerei im Yachthafen, nachdem Gäste und Angestellte des als Playboy bekannten Millionärs Nicky Pende das Schlauchboot Vittorio Emanueles mitgenommen hatten. Dieser gab daraufhin zwei Schüsse aus einem Gewehr ab. Er wurde später festgenommen und unter dem Vorwurf angeklagt, dass eine der Kugeln den Unterleib des 19-jährigen deutschen Studenten Dirk Geerd Hamer getroffen habe, der in einem nahe gelegenen Boot schlief. Der Prinz verteidigte sich mit der Behauptung, auch andere Personen hätten während der Auseinandersetzung geschossen und seien dann geflohen. Sein Boot wurde zerlegt, ohne dass die französischen Behörden es durchsuchen konnten. Auch das Kaliber und die Beschichtung der Kugeln, die den jungen Mann verwundet hatten, stellten sich als andere heraus als jene des Karabiners von Viktor Emanuel, der (ohne dass es bewiesen werden konnte) beschuldigt wurde, die Waffe nach der Tat ausgetauscht zu haben. Im November 1991 ließ die Pariser Staatsanwaltschaft den Vorwurf der vorsätzlichen Tötung (Totschlag) fallen, zumal Dirk Hamer von seinem Vater Ryke Geerd Hamer, der später durch seine sogenannte „Germanische Neue Medizin“ in die Schlagzeilen geriet, gegen den Rat des Krankenhauses nach Deutschland transportiert worden war, wo er erst im Dezember nach längerem Koma starb, sodass nicht eindeutig bewiesen werden konnte, ob der Schuss allein ursächlich für den Tod war. Der Prinz wurde jedoch wegen missbräuchlichen Tragens einer Schusswaffe „außerhalb seiner Wohnung“ zu sechs Monaten Haft auf Bewährung verurteilt. Am 21. Juni 2006, während seiner Haft im Gefängnis von Potenza, soll eine Wanze eine Aussage von ihm aufgenommen haben, in der er zugegeben habe, den Schuss ins Bein abgegeben zu haben. Dies wurde kurz darauf in der Presse veröffentlicht.
Viktor Emanuel stand auf einer Mitgliederliste der Geheimloge P2, die von Licio Gelli angelegt worden war.
Im Juni 2006 wurde er im Zusammenhang mit Ermittlungen der Staatsanwaltschaft von Potenza wegen Korruption, Fälschung und Ausbeutung von Prostituierten im Casino Campione d’Italia erneut festgenommen. Am 23. Juni 2006 wurde er nach einem teilweisen Geständnis der ihm zur Last gelegten Tatsachen in einem Haus in Rom unter Hausarrest gestellt. Das Revisionsgericht von Potenza hob am 20. Juli 2006 seinen Hausarrest auf und verhängte nur ein Ausreiseverbot, was Viktor Emanuel mit den Worten kommentierte, sein Leben sei doch sehr merkwürdig, er habe 56 Jahre lang auf seine Wiedereinreise nach Italien gewartet und heute dürfe er nicht mehr ausreisen. Am 13. März 2007 beantragte die Staatsanwaltschaft Como nach umfassender Auswertung aller Abhörmaßnahmen die Einstellung der beiden Ermittlungsverfahren, die sich auch gegen mehrere Unternehmer und einen Bürgermeister gerichtet hatten. Auch Viktor Emanuels Cousin Simeon von Sachsen-Coburg-Gotha, der frühere König von Bulgarien, war in den Fall verwickelt. Am 27. März verfügte das Gericht in Como die Einstellung des Verfahrens mangels Beweisen.
Kurz nach seiner zweiten Verhaftung wurde Viktor Emanuel vom „Rat der Senatoren des Königreichs“ (Consulta dei senatori del Regno), einem 1955 von seinem Vater eingesetzten Gremium von ursprünglich ca. 160 früheren Senatoren, das über die Thronprätendentschaft sowie die Ehre des Hauses Savoyen wachen soll, als Oberhaupt des Hauses abgesetzt und durch seinen Cousin Amadeus von Savoyen, Herzog von Aosta, ersetzt, der als neuer Chef des Hauses Savoyen den Titel Herzog von Savoyen annahm. Da kein gerichtlicher Schuldspruch vorlag, wurde als offizielle Begründung Viktor Emanuels nicht ebenbürtige Heirat genannt, die gegen das Hausgesetz verstieß. Danach wäre auch der aus dieser Ehe hervorgegangene Sohn von der Thronfolge ausgeschlossen. Viktor Emanuels Schwestern Maria Pia, Maria Gabriella und Maria Beatrice schlossen sich der Absetzung ihres Bruders an. Dieser erkannte den Beschluss nicht an, erklärte das Hausgesetz für geändert und setzte einen neuen Rat der Senatoren ein. Gegen seinen Cousin Amadeus führte er mehrere Prozesse, um ihn zur Benutzung des Namens di Savoia Aosta (anstelle von di Savoia) zu zwingen, hatte damit aber keinen Erfolg.
Im November 2007 kündigten Viktor Emanuel von Savoyen und sein Sohn offiziell eine Schadensersatzklage in Höhe von 260 Mio. Euro gegen den italienischen Staat an und forderten die Rückerstattung sämtlicher bei der Gründung der italienischen Republik beschlagnahmten Vermögenswerte. Begründet wurde die Schadensersatzklage mit der Wiedergutmachung für das moralische Unrecht, das ihm und seinem Sohn Emanuel Philibert während des Exils angetan worden sei. Die Forderung, von der sich die restlichen Mitglieder des Hauses Savoyen distanzierten, stieß auf heftige Kritik. Die italienische Regierung erklärte in einer Stellungnahme, dass nicht nur der italienische Staat dem Haus Savoyen nichts schuldig sei, sondern im Gegenteil sich der italienische Staat selber die Einreichung einer Schadensersatzklage gegen das Haus Savoyen wegen dessen gravierender Verantwortung während des Faschismus vorbehalte.
Im Januar 2022 verklagte er gemeinsam mit seinen Schwestern den italienischen Staat auf Rückgabe der Familienjuwelen.

## Galerie

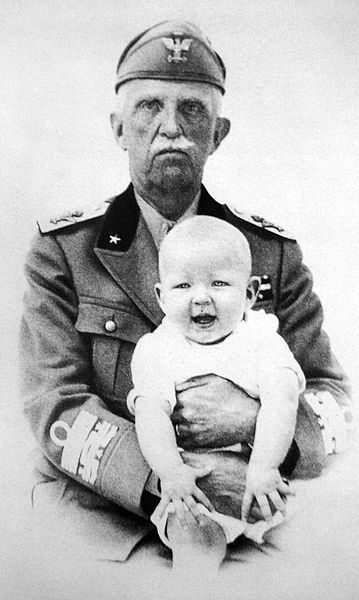
Viktor Emanuel mit seinem Großvater Viktor Emanuel III.
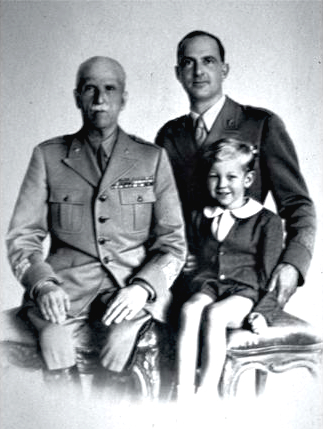
Viktor Emanuel mit Großvater und Vater
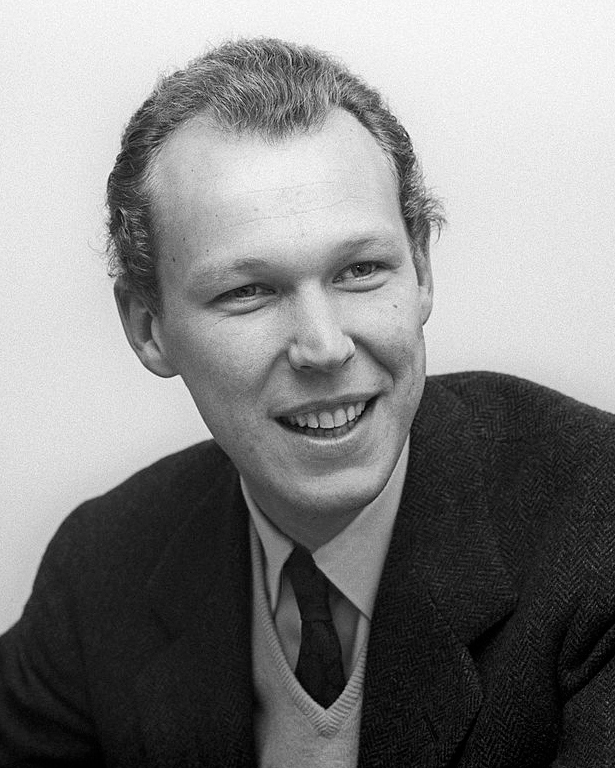
Viktor Emanuel von Savoyen, 1964
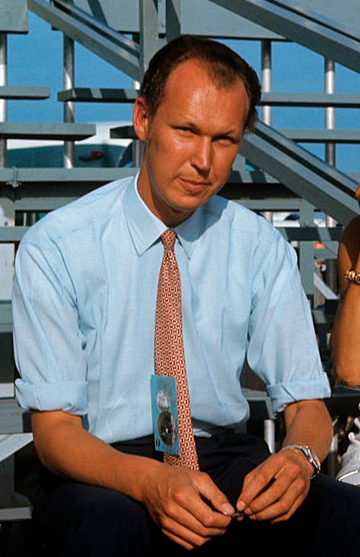
Viktor Emanuel von Savoyen, 1969
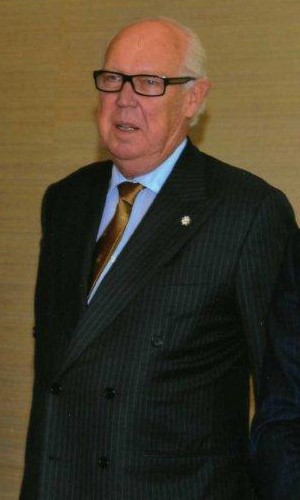
Viktor Emanuel von Savoyen, 2009
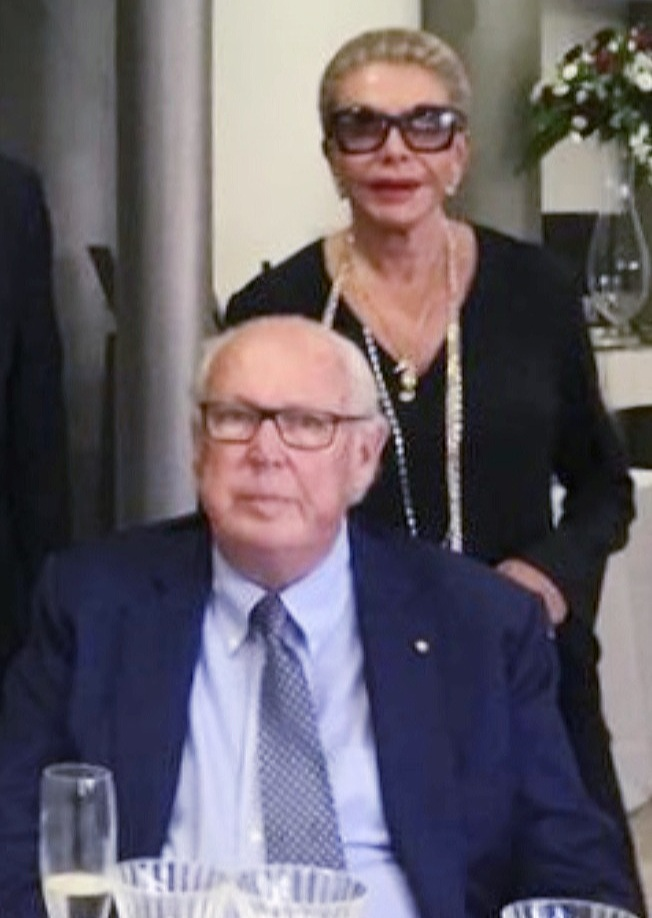
Viktor Emanuel mit Ehefrau Marina, 2018